# Люк Ба-а-Муте
Люк Річард Ба-а-Муте (фр. Luc Richard Mbah a Moute, нар. 9 вересня 1986, Яунде, Камерун) — камерунський професіональний баскетболіст, легкий форвард і важкий форвард. Гравець національної збірної Камеруну.

## Ігрова кар'єра

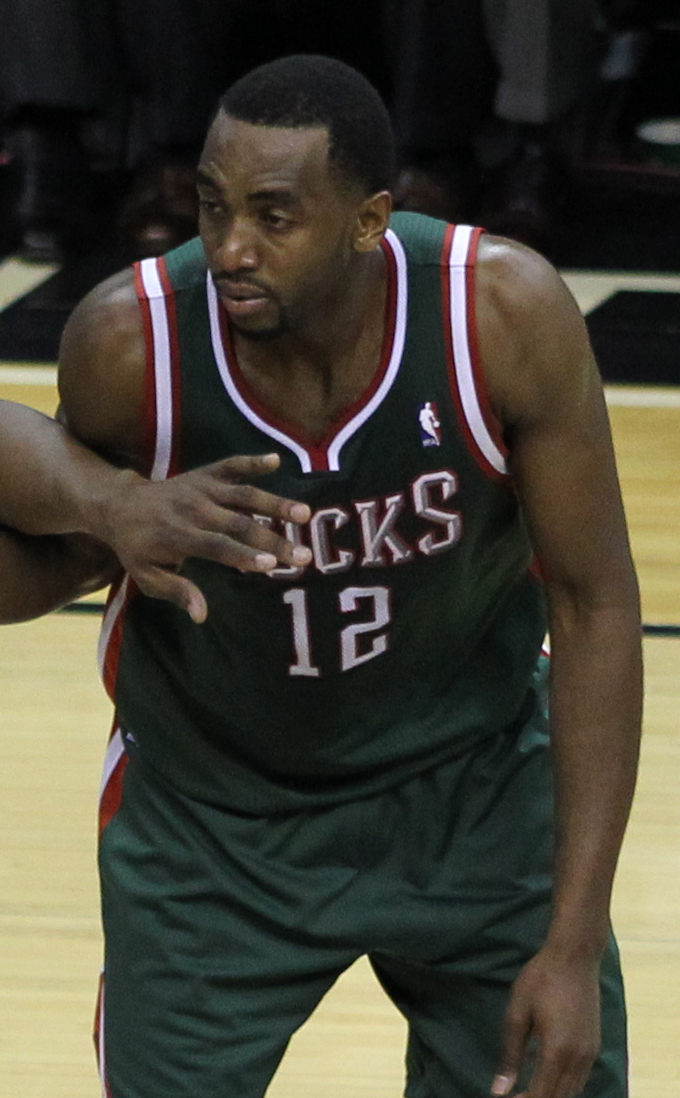
Ба-а-Муте у складі «Мілвокі», 2011

На університетському рівні грав за команду УКЛА (2005–2008). Тричі поспіль разом з командою грав у Фіналах чотирьох.
2008 року був обраний у другому раунді драфту НБА під загальним 37-м номером командою «Мілвокі Бакс». Захищав кольори команди з Мілвокі протягом наступних 5 сезонів. У першому сезоні виходив на заміну, але завдяки вдалій грі в захисті витіснив з основи свого конкурента Чарлі Віллануеву. У своїй другій грі в стартовому складі забив рекордні для себе 19 очок, зробивши при цьому 17 підбирань та допоміг команді перемогти «Мемфіс Гріззліс» 101-96.
Влітку 2013 року був обміняний до складу «Сакраменто Кінґс».
26 листопада 2013 року перейшов до «Міннесота Тімбервулвз» в обмін на Дерріка Вільямса. У складі команди з Міннеаполіса провів наступний сезон своєї кар'єри.
Наступною командою в кар'єрі гравця була «Філадельфія Севенті-Сіксерс», за яку він відіграв один сезон.
З 2015 по 2017 рік грав у складі «Лос-Анджелес Кліпперс».
2017 року став гравцем «Х'юстон Рокетс». 22 листопада 2017 року матч проти «Денвер Наггетс» закінчив з показником «плюс-мінус» +57, що стало найвищим показником в НБА за останні 20 років.
19 липня 2018 року підписав контракт з «Лос-Анджелес Кліпперс». Зігравши чотири матчі, травмувався та пропустив майже весь сезон. 7 квітня був відрахований зі складу команди.
7 липня 2020 року повернувся до «Х'юстон Рокетс».

## Статистика виступів в НБА

### Регулярний сезон
| Сезон             | Команда                       | GP  | GS  | MPG  | FG%  | 3P%  | FT%  | RPG | APG | SPG | BPG | PPG |
| ----------------- | ----------------------------- | --- | --- | ---- | ---- | ---- | ---- | --- | --- | --- | --- | --- |
| 2008–09           | «Мілвокі Бакс»                | 82  | 51  | 25.8 | .462 | .000 | .729 | 5.9 | 1.1 | 1.1 | .5  | 7.2 |
| 2009–10           | «Мілвокі Бакс»                | 73  | 62  | 25.6 | .480 | .353 | .699 | 5.5 | 1.1 | .8  | .5  | 6.2 |
| 2010–11           | «Мілвокі Бакс»                | 79  | 52  | 26.5 | .463 | .000 | .707 | 5.3 | .9  | .9  | .4  | 6.7 |
| 2011–12           | «Мілвокі Бакс»                | 43  | 22  | 23.5 | .510 | .250 | .641 | 5.3 | .7  | .9  | .5  | 7.7 |
| 2012–13           | «Мілвокі Бакс»                | 58  | 45  | 22.9 | .401 | .351 | .571 | 4.4 | .9  | .7  | .2  | 6.7 |
| 2013–14           | «Сакраменто Кінґс»            | 9   | 5   | 21.8 | .469 | .333 | .692 | 3.0 | 1.7 | 1.0 | .6  | 4.4 |
| 2013–14           | «Міннесота Тімбервулвз»       | 55  | 2   | 14.7 | .447 | .214 | .685 | 2.2 | .4  | .4  | .2  | 3.3 |
| 2014–15           | «Філадельфія Севенті-Сіксерс» | 67  | 61  | 28.6 | .395 | .307 | .589 | 4.9 | 1.6 | 1.2 | .3  | 9.9 |
| 2015–16           | «Лос-Анджелес Кліпперс»       | 75  | 61  | 17.0 | .454 | .325 | .526 | 2.3 | .4  | .6  | .3  | 3.1 |
| 2016–17           | «Лос-Анджелес Кліпперс»       | 80  | 76  | 22.3 | .505 | .391 | .678 | 2.2 | .5  | 1.0 | .4  | 6.1 |
| 2017–18           | «Х'юстон Рокетс»              | 61  | 15  | 25.6 | .481 | .364 | .684 | 3.0 | .9  | 1.2 | .4  | 7.5 |
| 2018–19           | «Лос-Анджелес Кліпперс»       | 4   | 0   | 15.3 | .444 | .333 | .400 | 1.8 | .5  | .3  | .3  | 5.0 |
| 2019–20           | «Х'юстон Рокетс»              | 3   | 0   | 8.3  | .400 | .000 | .500 | .7  | -   | .6  | -   | 1.7 |
| Усього за кар'єру | Усього за кар'єру             | 689 | 453 | 23.3 | .454 | .334 | .659 | 4.1 | .9  | .9  | .4  | 6.4 |

### Плей-оф
| Сезон             | Команда                 | GP | GS | MPG  | FG%  | 3P%  | FT%   | RPG | APG | SPG | BPG | PPG |
| ----------------- | ----------------------- | -- | -- | ---- | ---- | ---- | ----- | --- | --- | --- | --- | --- |
| 2010              | «Мілвокі Бакс»          | 7  | 7  | 25.4 | .520 | .000 | .600  | 5.6 | .7  | .3  | .0  | 9.1 |
| 2013              | «Мілвокі Бакс»          | 4  | 4  | 34.0 | .435 | .000 | .722  | 3.5 | 1.8 | 1.0 | .0  | 8.3 |
| 2016              | «Лос-Анджелес Кліпперс» | 5  | 5  | 15.7 | .667 | .000 | 1.000 | 2.0 | .2  | .6  | .0  | 1.8 |
| 2017              | «Лос-Анджелес Кліпперс» | 7  | 7  | 32.0 | .395 | .313 | .700  | 4.9 | 1.0 | 1.1 | .6  | 7.6 |
| 2018              | «Х'юстон Рокетс»        | 9  | 0  | 16.6 | .250 | .200 | .571  | 2.4 | .3  | .7  | .4  | 2.8 |
| Усього за кар'єру | Усього за кар'єру       | 32 | 23 | 23.9 | .418 | .216 | .667  | 3.8 | .7  | .7  | .3  | 5.8 |

## Особисте життя
Ба-а-Муте є принцом села Біа Мессе, що неподалік Яунде, оскільки є сином обраного керівника села. Його батько також очолює Національний фонд зайнятості Камеруна. 
У Ба-а-Муте є брат-близнюк, який також грав у баскетбол в NCAA та молодший брат, який виступав у складі «Каліфорнія Голден Беарс».
Саме Ба-а-Муте помітив на зборах в Камеруні Джоела Ембіда та посприяв його переїзду до США. Згодом він так відкрив ще одного баскетболіста НБА Паскаля Сіакама.